# Ace Attorney Investigations 2: Prosecutor's Gambit
Ace Attorney Investigations 2: Le pari du procureur, connu au Japon sous le nom de Gyakuten Kenji 2 (逆転検事2) et ailleurs sous le nom de Ace Attorney Investigations 2: Prosecutor's gambit, est un jeu vidéo d'aventure développé et édité par Capcom. Il s'agit de la suite du premier volet Ace Attorney Investigations: Benjamin Hunter, spin-off de la série Ace Attorney. Le jeu est sorti le 3 février 2011 sur Nintendo DS, uniquement au Japon. 
Le jeu sort dans la compilation Ace Attorney Investigations Collection, regroupant également le premier épisode, le 6 septembre 2024 sur Nintendo Switch dans le monde, avec une localisation en français.

## Scénario

Logo original du titre

Benjamin Hunter poursuit ses aventures dans cinq nouvelles affaires. Il est toujours assisté de ses fidèles camarades, l'inspecteur Dick Tektiv et l'apprentie "voleuse de Vérité" Cléa Faradet.
Il a pour rivale dans cet opus une juge implacable, Justine Delcourt, dont la vision de l'application de la Justice est antagoniste à celle d'Hunter, pour qui la vérité prévaut sur la restriction des lois. Agissant de concert avec un Conseil rassemblant d'autres des plus hauts dignitaires de la magistrature, elle sera entièrement dévouée à le dessaisir de ses affaires pour le remplacer par un jeune procureur inexpérimenté, Eustache Victor.
Benjamin Hunter sera une fois de plus confronté à des choix qui définiront la justesse de son chemin dans la vie, ses buts, et les moyens qu'il faut employer pour faire ce en quoi il croit.

## Affaires
Benjamin Hunter doit résoudre cinq affaires.
Chronologiquement, le jeu se déroule entre Trials and Tribulations et Apollo Justice. Il commence à peu près un mois après le dernier procès de Trials and Tribulations, et également à peu près un mois avant les événements et le procès conduisant à la radiation du Barreau de Phoenix, vus dans le flashback d'Apollo Justice, faisant presque immédiatement suite aux événements de Ace Attorney Investigations: Benjamin Hunter, commençant en fait une dizaine de jours après l'affaire des Ambassades d'Allebahst, Babahl et la Codohpie, dernière affaire du précédent opus.

### Affaire 1: Volte-face et point de mire(Turnabout Trigger)
Suite aux événements de Ace Attorney Investigations: Miles Edgeworth, le pays se porte mieux.
Mais un attentat dont le Président de la République de Zheng Fa est la cible sème la panique. Benjamin Hunter est chargé de l'enquête.

### Affaire 2: Volte-face et détention(The Captive Turnabout)
Le meurtre du coupable de la première affaire a été commis au sein même de la prison.
Benjamin Hunter mène l'enquête, et il aura la surprise de rencontrer deux nouveaux adversaires, et un futur allié tout droit sorti de son passé.

### Affaire 3: Volte-face et ascendance(Turnabout Legacy)
Alors que l'ancien disciple et associé de Henri Hunter pousse Benjamin à revenir sur les lieux de la dernière enquête de Henri Hunter, le père et le fils mènent l'enquête entre passé et présent pour tenter de résoudre ce que le temps risquait d'avoir effacé.

### Affaire 4: Volte-face et rémission(A Turnabout Forsaken)
La jeune Cléa Faradet réapparaît amnésique au Bureau du Procureur Général.
Benjamin Hunter, bien déterminé à l'aider à recouvrer sa mémoire, se rend à la Tour Hullere, où d'étranges agissements se trament, entre corruptions et meurtres impliquant les plus importants magistrats du pays, et où un mystérieux individu en imperméable rouge continue de semer le désordre.

### Affaire 5: Volte-face et consécration(Turnabout for the Ages)
Le tournage d'un film de monstres près de la Tour Hullere, un Président étrangement mort écrasé comme par un dinosaure géant, et la disparition d'un jeune acteur prodige.
Voilà le point de départ d'une affaire haletante durant laquelle Benjamin Hunter va réaliser que tous les événements des quelques derniers jours sont liés de la plus intime des manières, et depuis des années. Son plus grand adversaire est encore très loin d'avoir avancé toutes ses pièces sur l'échiquier.

## Commercialisation
À l'occasion de la sortie du jeu trois éditions collector ont été commercialisées au Japon exclusivement sur le site de vente e-capcom.
La Collector's Package comprend un CD contenant 11 musiques composées par Noriyuki Iwadare, un DVD contenant des vidéos promotionnelles, un manga dessiné par Tatsuro Iwamoto et un exemplaire du jeu.
L'Extended Edition comprend une figurine pré-peinte de 18 cm de Miles Edgeworth et un exemplaire du jeu.
La Limited Edition comprend l'ensemble du contenu de la Collector's Package et de l'Extended Edition.

## Traduction
Capcom, malgré les demandes répétées des fans aux États-Unis et en Europe, n'a pas sorti le jeu en dehors du Japon. Ce jeu n'a donc jamais été traduit, même si les responsables de Capcom USA continuent de communiquer que « tout serait peut-être encore possible selon le succès des autres jeux », avec notamment la sortie des versions pour Android ou iOS de la trilogie originale de Phoenix Wright, et  Phoenix Wright: Ace Attorney - Dual Destinies sur Nintendo 3DS.
Des équipes de fans ont travaillé durant plus de deux ans sur une traduction non-officielle du jeu en anglais qui est finalement sortie le 20 juin 2014 sur Internet.
Comme pour Ace Attorney Investigations, qui n'avait pas eu le droit à une traduction en Multi-5 contrairement aux précédents jeux Ace Attorney, les fans français du jeu se sont mobilisés. Ainsi, une fan-traduction en français du jeu est toujours en cours, de la part de l'équipe de fantraduction AAI-FR, qui s'était déjà occupée du précédent volet.
Une traduction officielle internationale est réalisée pour les deux Ace Attorney Investigations avec la sortie de la compilation Ace Attorney Investigations Collection le 6 septembre 2024 sur Nintendo Switch.